# Masae Uenová
Masae Uenová (japonsky 上野 雅恵; * 17. ledna 1979 Asahikawa, Japonsko) je bývalá reprezentantka Japonska v judu. Je dvojnásobnou olympijskou vítězkou.

## Sportovní kariéra

### Úspěchy
- zlatá olympijská medaile z roku 2004 a 2008

### Zajímavosti
- tokui-waza: levé ouči-gari, de-aši-harai, osae-komi
- úchop: levý
- styl: klasický

Vyrůstala v Júbecu, kde v 6 letech začala s judem. Její otec měl vlastní dojo. Judu se věnovaly od mala i její dvě mladší sestry Jošie a Tomoe. Již v mladém věku se jí podařilo zalepit mezeru v pro japonské ženy problematické střední váze. Na olympijských hrách v Sydney v roce 2000 ještě na evropské hvězdy nestačila, ale v dalších letech byla obtížně k poražení.
Po zisku první zlaté olympijské medaile v roce 2004 si na její místo brousily zuby Mina Watanabeová, Asuka Okaová a další. V olympijském roce 2008 však opět potvrdila roli reprezentační jedničky a obhájila zlatou olympijskou medaili. Po skončení reprezentační kariéry v roce 2009 pracovala jako trenérka.

### Rivalky
- Ulla Werbroucková
- Edith Boschová
- Kate Howeyová

## Výsledky
| Turnaj            | 1999         | 2000         | 2001         | 2002         | 2003         | 2004         | 2005         | 2006         | 2007         | 2008         |
| Turnaj            | 20           | 21           | 22           | 23           | 24           | 25           | 26           | 27           | 28           | 29           |
| Turnaj            | střední váha | střední váha | střední váha | střední váha | střední váha | střední váha | střední váha | střední váha | střední váha | střední váha |
| ----------------- | ------------ | ------------ | ------------ | ------------ | ------------ | ------------ | ------------ | ------------ | ------------ | ------------ |
| Olympijské hry    |              | úč.          |              |              |              | 1.           |              |              |              | 1.           |
| Mistrovství světa | 5.           |              | 1.           |              | 1.           |              | úč.          |              | —            |              |
| Asijské hry       |              |              |              | 3.           |              |              |              | 1.           |              |              |
| Mistrovství Asie  | —            | 1.           | —            |              | —            | 1.           | —            |              | —            | 1.           |

## Podrobnější výsledky

### Olympijské hry
| Rok      | Kategorie    |  | 1/32                                  | 1/16                                     | čtvrtfinále                            | semifinále                           | opravy                             | opravy | o bronz | finále                               |
| -------- | ------------ |  | ------------------------------------- | ---------------------------------------- | -------------------------------------- | ------------------------------------ | ---------------------------------- | ------ | ------- | ------------------------------------ |
| LOH 2000 | střední váha |  | výhra - 1:19/(kik) Teťana Běljajevová | výhra - 3:50/tos Dordžgotovyn Cerenchand | prohra - 2:05/agu Úrsula Martínová     | —                                    | prohra - yuk/shi Ulla Werbroucková | —      | —       | —                                    |
| LOH 2004 | střední váha |  | výhra - 3:34/ysg Celita Schutzová     | výhra - yuk/oug Raša Sraková             | výhra - 1:01/oug Catherine Jacquesová  | výhra - 1:24/osg Catherine Arloveová | —                                  | —      | —       | výhra - 3:10/stg Edith Boschová      |
| LOH 2008 | střední váha |  | výhra - 5:00/dab+ksh Pak Ka-jon       | výhra - 4:02/uma Wang Ťüan               | výhra - 1:04/dab+ysg Anett Mészárosová | výhra - waz/hrm Edith Boschová       | —                                  | —      | —       | výhra - 0:06/kta Anaysi Hernándezová |

### Mistrovství světa
| Rok     | Kategorie    |  | 1/64                        | 1/32                        | 1/16                          | čtvrtfinále                 | semifinále                  | opravy                      | opravy                      | opravy                      | o bronz                     | finále                      |
| ------- | ------------ |  | --------------------------- | --------------------------- | ----------------------------- | --------------------------- | --------------------------- | --------------------------- | --------------------------- | --------------------------- | --------------------------- | --------------------------- |
| MS 1999 | střední váha |  | x                           | výhra Denise Oliveiraová    | výhra Dordžgotovyn Cerenchand | prohra Ulla Werbroucková    | —                           | —                           | výhra Claudia Zwiersová     | výhra Čchin Tung-ja         | prohra Kate Howeyová        | —                           |
| MS 2001 | střední váha |  | x                           | výhra Cristina Sebastiãová  | výhra Huda Ben-Dajaová        | výhra Lea Zahouiová         | výhra Ulla Werbroucková     | —                           | —                           | —                           | —                           | výhra Kate Howeyová         |
| MS 2003 | střední váha |  | volný los                   | výhra Annett Böhmová        | výhra Andrea Pažoutová        | výhra Svetlana Timošenková  | výhra Edith Boschová        | —                           | —                           | —                           | —                           | výhra Leyén Zuluetaová      |
| MS 2005 | střední váha |  | volný los                   | prohra Raša Sraková         | —                             | —                           | —                           | prohra Pe Un-hje            | —                           | —                           | —                           | —                           |
| MS 2007 | střední váha |  | nestartovala — Asuka Okaová | nestartovala — Asuka Okaová | nestartovala — Asuka Okaová   | nestartovala — Asuka Okaová | nestartovala — Asuka Okaová | nestartovala — Asuka Okaová | nestartovala — Asuka Okaová | nestartovala — Asuka Okaová | nestartovala — Asuka Okaová | nestartovala — Asuka Okaová |